# ملحمة عائلية

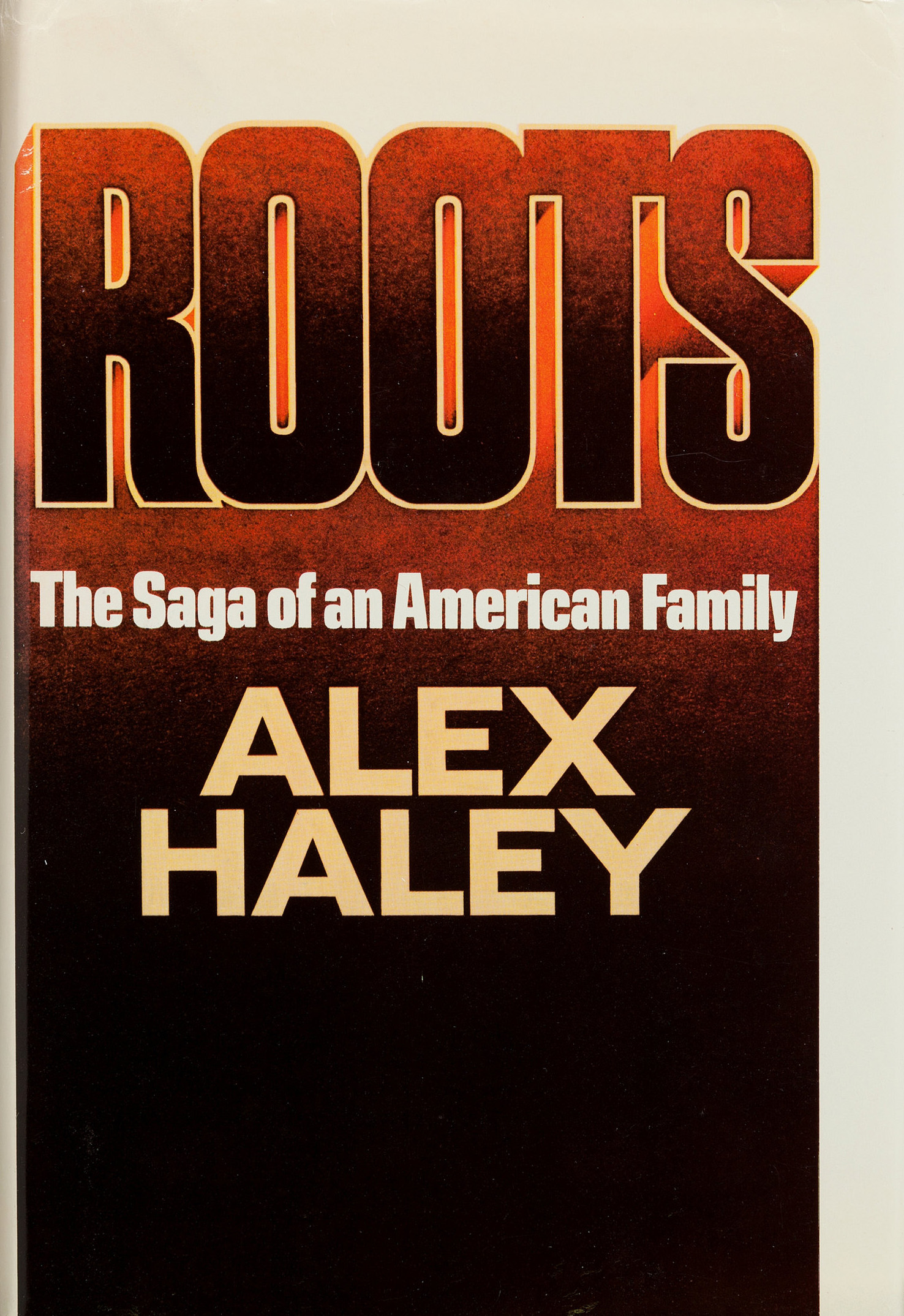
غلاف رواية "جذور"، التي تروي مآسي ثلاثة أجيال من عائلة واحدة تعاني من العبودية في أمريكا.

الملحمة العائلية (بالإنجليزية: Family saga)‏ هو نوع من الأدب يروي حياة وأحداث عائلة أو عدد من العائلات المرتبطة أو المترابطة على مدى فترة زمنية. في الروايات (أو أحيانًا سلاسل الروايات) ذات النية الجادة، غالبًا ما تكون هذه الملحمة أداة موضوعية تُستخدم لتصوير أحداث تاريخية معينة أو تغيرات في الظروف الاجتماعية أو مد وجزر الثروات من وجهات نظر متعددة.

## ألعاب الفيديو
- وات ريمينس أف إديث فنش